# Orchestre de la ville de Seinäjoki
L’Orchestre de la ville de Seinäjoki (en finnois : Seinäjoen kaupunginorkesteri, en anglais : Seinäjoki City Orchestra) est un orchestre symphonique créé en 1936 à Seinäjoki en Finlande.
Ses chefs d'orchestre ont été, entre autres, Seppo Laamanen, Eino Haipus,  Antti Vainio et Atso Almila. Depuis 2010 le chef d'orchestre est Tuomas Rousi.
L'orchestre concerte dans la salle de musique de 360 places de Seinäjoki et aussi dans le cadre du Fête de la musique de Ilmajoki et des  Tangomarkkinat.